# Funafuti
Funafuti é um atol que forma a capital do país insular de Tuvalu. Tem uma população de 4 492 (dados de 2002), sendo o atol com maior população no país. É uma estreita faixa de terra entre 20 e 400 metros de largura, que circundam uma grande lagoa de 18 km de comprimento e 14 km de largura, com 275 quilômetros quadrados e profundidade máxima de 20 m, sendo a maior lagoa do país. Este atol é formado por 33 ilhas que resultam em uma área terrestre de 2,4 quilômetros quadrados, menos de um por cento da área total do atol. Os Estados Unidos clamavam posse de Funafuti sobre o Guano Islands Act até em 1979 um tratado de amizade ser concluído em 1979, entrando em efeito em 1983.
A maior ilha é Fongafale; nesta ilha há quatro povoações, entre as quais Vaiaku é onde se encontra o governo; por essa razão, por vezes a capital do Tuvalu é confundida como Fongafale ou Vaiaku mas, oficialmente, o atol inteiro é a capital.

## Vilas em Funafuti

### Fongafale
Centro de Fongafale
- Alapi - 1 024 habitantes
- Faikafou - 1 107 habitantes
- Senala - 589 habitantes
- Vaiaku - 516 habitantes

Resto de Fongafale
- Teone - 540 habitantes
- Lofeagai - 399 habitantes
- Tekavatoetoe - 343 habitantes

### Amatuku
- Amatuku - 52 habitantes

### Funafala
- Funafala - 22 habitantes

## Ilhas em Funafuti
Há 33 ilhas no atol. A maior é Fongafale, seguida por Funafala. Pelo menos três ilhas são habitadas, que são Fongafale, a principal ilha no leste, Funafala no sul, e Amatuku no norte.
- Amatuku
- Avalau
- Falaoigo
- Fale Fatu (ou  Falefatu)
- Fatato
- Fongafale
- Fuafatu
- Fuagea
- Fualefeke (ou  Fualifeke)
- Fualopa
- Funafala
- Funamanu
- Luamotu
- Mateika
- Motugie
- Motuloa
- Mulitefala
- Nukusavalevale
- Papa Elise (ou  Funangongo)
- Pukasavilivili
- Te Afuafou
- Te Afualiku
- Tefala
- Telele
- Tengako (península da ilha de Fongafale)
- Tengasu
- Tepuka
- Tepuka Vili Vili
- Tutanga
- Vasafua
- E pelo menos outras 5 ilhas

## Transporte
O Funafuti International Airport (Aeroporto Internacional de Funafuti) localiza-se neste atol. O transporte terrestre é feito por motocicletas e bicicletas, com pouca presença de carros.

## Política
Funafuti é um dos oito eleitorados em Tuvalu, e elege dois membros do Parlamento de Tuvalu. Após a eleição de 2010, os seus atuais representantes são Kausea Natano e Kamuta Latasi. Ambos são políticos reeleitos.

## Embaixada
A embaixada brasileira de Tuvalu, cumulativa a de Wellington, capital da Nova Zelândia, foi criada pelo decreto 7197, de 02 de junho de 2010, assinado pelo presidente Luiz Inácio Lula da Silva. Ou seja: a embaixada brasileira na Nova Zelândia passou a responder também pela representação diplomática do Brasil em Tuvalu, não havendo, portanto, representação diplomática residente no local.